# .cw
.cw —  национальный домен верхнего уровня для Кюрасао (Нидерландские Антильские острова). Утверждён 15 декабря 2010 года. Это решение последовало сразу после роспуска автономии Нидерландские Антильские острова и присвоения 10 октября 2010 года Кюрасао нового статуса самоуправляемого государства в составе Королевства Нидерландов. Регистрация доменов .cw стала доступна с 1 февраля 2012 года.